# 2018年の鉄道
2018年の鉄道（2018ねんのてつどう）とは、2018年（平成30年）に起こった鉄道関係の出来事をまとめたページである。
2017年の鉄道 - 2018年の鉄道 - 2019年の鉄道

## 出来事の一覧

### 1月
- 9日
  -  杭州地下鉄[1]
    - （延伸開業）4号線 浦沿駅 - 近江駅
- 13日
  -  空港鉄道[2][3][4]
    - （新駅開業） 仁川国際空港鉄道 仁川国際空港2ターミナル駅
    - （駅名改称） 仁川国際空港1ターミナル駅 ← 仁川国際空港駅
    - （延伸開業） 仁川国際空港1ターミナル駅 - 仁川国際空港2ターミナル駅 :5.8km

  -  All Aboard Florida
    - （運行開始） ブライトライン フォートローダーデイル駅 - ウェストパームビーチ駅
- 25日
  -  中国鉄路総公司
    - （新規開業） 渝貴線 重慶西駅 - 貴陽北駅
- 26日
  -  韓国鉄道公社
    - （延伸開業） 東海線（東海中部線区間） 牟梁信号場 - 浦項駅 - 盈徳駅 38.6 km[5]
    - （新駅開業） 月浦駅、長沙駅、江口駅、盈徳駅
- 31日
  -  パスネット導入各社
    - （払い戻し終了） パスネットの払い戻し終了。以後は完全無効となる[6]。

  -  スルッとKANSAI導入各社
    - （利用終了） スルッとKANSAI共通カードの自動改札機等での利用終了[注 1]。販売は2017年3月31日に終了している[7]。

### 2月
- 13日
  -  高雄捷運公司
    - （相互利用開始） 高雄捷運環状軽軌で悠遊卡(Easycard)が利用可能に[8]。
- 14日
  -  高雄捷運公司
    - （相互利用開始） 環状軽軌で愛金卡(icash2.0)が利用可能に[9]。

### 3月
- 1日
  -  伊予鉄道[注 2]
    - （運行系統変更） 松山市内線6系統 本町六丁目停留場 - 南堀端停留場 - 松山市駅（←本町六丁目停留場 - 南堀端停留場 - 道後温泉駅）[10]
    - （駅名改称）本町一丁目停留場 ← 西堀端停留場（本町線）[10]
- 3日
  -  小田急電鉄
    - （複々線化工事完了） 小田原線 代々木上原駅 - 梅ヶ丘駅間[11][12]。
- 17日
  -  北海道旅客鉄道
    - （駅廃止）  羽帯駅（根室本線）[13]

  -  西日本旅客鉄道
    - （新駅開業）  JR総持寺駅（東海道本線 摂津富田駅 - 茨木駅間）[14]
    - （新駅開業）  衣摺加美北駅（おおさか東線 JR長瀬駅 - 新加美駅間）[14]
    - （ICOCA導入） 草津線 甲南駅 - 柘植駅間、和歌山線 高田駅 - 五条駅間 [15]。これで滋賀県は、近畿のJR西日本管内では大阪府に次いで二番目に全駅に導入が完了[注 3]。

  -  九州旅客鉄道
    - （制度変更） 佐世保線 早岐駅 - 佐世保駅間で特急「みどり」が乗車券のみで乗車可能になる特例を設ける[16]。

  -  あいの風とやま鉄道
    - （新駅開業）  高岡やぶなみ駅（あいの風とやま鉄道線 西高岡駅 - 高岡駅間）[17]

  -  京阪電気鉄道
    - （駅名改称） びわ湖浜大津駅 ← 浜大津駅（石山坂本線、京津線）[18]
    - （駅名改称） 大津市役所前駅 ← 別所駅、京阪大津京駅 ← 皇子山駅、坂本比叡山口駅 ← 坂本駅（石山坂本線）[18]

  -  東京地下鉄
    - （乗換駅設定） 築地駅（日比谷線）・新富町駅（有楽町線）[19]

  -  東京地下鉄、東京都交通局
    - （乗換駅設定） 人形町駅（日比谷線、浅草線）・水天宮前駅（半蔵門線）[19]

  -  伊賀鉄道
    - （新駅開業） 四十九駅（伊賀線 桑町駅 - 猪田道駅間）[20]

  -  小田急電鉄
    - （料金改定）箱根湯本駅発着列車の特急料金及びサルーン料金の値上げ、乗継割引を終了[21]。
- 18日
  -  成都軌道交通1号線
    - （延伸開業） 昇仙湖駅 - 韋家碾駅、四河駅 - 科学城駅、広都駅 - 五根松駅[22]
- 23日
  -  神戸電鉄
    - （駅廃止） 菊水山駅（有馬線・2005年3月26日から休止）[23]
- 24日
  -  福井鉄道
    - （駅名改称） 福井城址大名町駅 ← 市役所前駅（福武線）[24]
- 31日
  -  上海軌道交通
    - （新規開業）浦江線 沈杜公路駅 - 匯臻路駅[25]

### 4月
- 1日
  -  東日本旅客鉄道
    - （新駅開業） あしかがフラワーパーク駅（両毛線 富田駅 - 足利駅間）[26]
    - （新駅開業） 栃ヶ沢公園駅（大船渡線 竹駒駅 - 陸前高田駅間）[27]
    - （駅廃止） まちなか陸前高田駅（大船渡線）[27]

  -  西日本旅客鉄道
    - （路線廃止） 三江線 江津駅 - 三次駅（108.1km）[28]
    - （駅廃止） 江津本町駅、千金駅、川平駅、川戸駅、田津駅、石見川越駅、鹿賀駅、因原駅、石見川本駅、木路原駅、竹駅、乙原駅、石見簗瀬駅、明塚駅、粕淵駅、浜原駅、沢谷駅、潮駅、石見松原駅、石見都賀駅、宇都井駅、伊賀和志駅、口羽駅、江平駅、作木口駅、香淀駅、式敷駅、信木駅、所木駅、船佐駅、長谷駅、粟屋駅、尾関山駅

  -  大阪市高速電気軌道
    - （事業譲受、民営化） 大阪市交通局から大阪市営地下鉄の事業を譲受け民営化[29]。愛称は「Osaka Metro（オオサカ メトロ）」[30]。

  -  京都丹後鉄道
    - （料金改定）京都丹後鉄道管内の指定席料金の値上げ及びグリーン料金の値下げ[31]。

  -  伊予鉄グループ - 持株会社化により鉄道事業を子会社の伊予鉄道（新）に承継[32]。
    - （社名変更） 伊予鉄グループ ← 伊予鉄道（旧）
    - （路線承継） 高浜線 高浜駅 - 松山市駅 (9.4km)
    - （路線承継） 横河原線 松山市駅 - 横河原駅 (13.2km)
    - （路線承継） 郡中線 松山市駅 - 郡中港駅 (11.3km)
    - （路線承継） 城北線 古町駅 - 平和通一丁目停留場 (2.7km)
    - （路線承継） 城南線 道後温泉駅 - 西堀端停留場 (3.5km)
    - （路線承継） 連絡線 平和通一丁目停留場 - 上一万停留場 (0.1km)
    - （路線承継） 本町線 本町一丁目停留場 - 本町六丁目停留場 (1.5km)
    - （路線承継） 大手町線 古町駅 - 西堀端停留場 (1.4km)
    - （路線承継） 花園線 松山市駅前駅 - 南堀端停留場 (0.4km)

  -  伊予鉄道（新） - 伊予鉄グループから鉄道事業を承継[32]。 
    - （社名変更） 伊予鉄道（新） ← 伊予鉄道分割準備
    - （路線承継） 高浜線 高浜駅 - 松山市駅 (9.4km)
    - （路線承継） 横河原線 松山市駅 - 横河原駅 (13.2km)
    - （路線承継） 郡中線 松山市駅 - 郡中港駅 (11.3km)
    - （路線承継） 城北線 古町駅 - 平和通一丁目停留場 (2.7km)
    - （路線承継） 城南線 道後温泉駅 - 西堀端停留場 (3.5km)
    - （路線承継） 連絡線 平和通一丁目停留場 - 上一万停留場 (0.1km)
    - （路線承継） 本町線 本町一丁目停留場 - 本町六丁目停留場 (1.5km)
    - （路線承継） 大手町線 古町駅 - 西堀端停留場 (1.4km)
    - （路線承継） 花園線 松山市駅前駅 - 南堀端停留場 (0.4km)
- 8日
  -  瀋陽地下鉄
    - （延伸開業）2号線 航空航天大学駅 - 蒲田路駅[33]
- 15日
  -  東日本旅客鉄道
    - （駅高架化） 新潟駅の在来線高架ホームが一部供用開始。上越新幹線「とき」と特急「いなほ」の2線間に短時間での乗り換え用に自動改札機2機を設置したうえで対面乗り換えが開始された[34]。
- 23日
  -  青島地下鉄
    - （新規開業）11号線 苗嶺路駅 - 銭谷山駅[35]
- 26日
  -  天津地下鉄
    - （延伸開業）6号線 南翠屏駅 - 梅林路駅[36]

  -  広州地下鉄
    - （延伸開業）3号線 機場南駅 - 機場北駅[37]
- 28日
  -  蘇州高新区有軌電車[38]
    - （延伸開業）1号線 龍康路駅 - 西洋山駅

  -  京畿鉄道[39]
    - （新駅開業） 新盆唐線 美金駅

### 5月
- 26日
  -  南京地下鉄
    - （延伸開業）S1号線 禄口機場駅 - 空港新城江寧駅
    - （新規開業）S7号線 空港新城江寧駅 - 無想山駅[40]

### 6月
- 6日
  -  杭州地下鉄
    - （新駅開業）4号線 聯荘駅[41]
- 16日
  -  素砂元時運営
    - （新規開業）首都圏電鉄西海線 素砂駅 - 元時駅 :23.4km[42]

  -  ハートフォード鉄道（英語版）（ニューヘイブン発、ハートフォード経由スプリングフィールド行き通勤列車）開業[43]
- 28日
  -  大連地下鉄
    - （延伸開業）2号線 機場駅 - 辛寨子駅[44]
- 30日
  -  広州地下鉄
    - （新駅開業）9号線 清塘駅[45]

### 7月
- 1日
  -  東日本旅客鉄道[46]
    - （新駅開業） 志津川中央団地駅（気仙沼線 南三陸町役場・病院前駅 - 清水浜駅間）
    - （駅名改称） 南三陸町役場・病院前駅 ← ベイサイドアリーナ駅（気仙沼線）
    - （駅移設） 男鹿駅（男鹿線）[47]。

- -  中国鉄路総公司[48]
    - （延伸開業） 深湛線 茂名駅 - 新会駅
    - （路線名改称） 深湛線 ← 茂湛線
- 10日
  -  台湾鉄路管理局[49][50]
    - （再開業） 台東線 林栄駅（豊田駅 - 南平駅間）
    - （駅名改称） 林栄新光駅 ← 林栄駅
- 31日
  -  天津地下鉄
    - （駅名改称）1号線 佳園里駅 ← 果酒廠駅、瑞景新苑駅 ← 西横堤駅[51]

### 8月
- 1日
  -  長崎電気軌道
    - （駅名改称） 長崎大学停留場 ← 長崎大学前停留場、浦上車庫停留場 ← 浦上車庫前停留場、平和公園停留場 ← 松山町停留場、原爆資料館停留場 ← 浜口町停留場、大学病院停留場 ← 大学病院前停留場、新地中華街停留場 ← 築町停留場、崇福寺停留場 ← 正覚寺下停留場（本線）
    - （駅名改称） めがね橋停留場 ← 賑橋停留場、諏訪神社停留場 ← 諏訪神社前停留場（蛍茶屋支線）
    - （駅名改称） メディカルセンター停留場 ← 市民病院前停留場、大浦天主堂停留場 ← 大浦天主堂下停留場（大浦支線）
    - （駅名改称） 浜町アーケード停留場 ← 西浜町（アーケード入口）停留場（蛍茶屋支線 2号系統・4号系統・5号系統）
    - （駅名改称） 市民会館停留場 ← 公会堂前停留場（桜町支線・蛍茶屋支線）[52]
- 10日
  -  広州地下鉄
    - （駅名改称）広州地下鉄1号線・仏山地下鉄1号線 西塱駅 ← 西朗駅[53][54]
- 30日
  -  長春軌道交通
    - （新規開業）2号線 双豊駅 - 東方広場駅 20.5km[55]
- 31日
  -  蘇州高新区有軌電車[56]
    - （新規開業）2号線 龍康路駅 - 新区駅駅
    - （新規開業）2号線支線 鴻福路駅 - 文昌路駅

### 9月
- 15日
  -  西日本旅客鉄道
    - （ICOCA導入） 北陸本線 近江塩津駅 - 大聖寺駅間、赤穂線 播州赤穂駅 - 長船駅間、山陽本線 相生駅 - 和気駅間
- 23日
  -  香港鉄路有限公司・中国鉄路広州局集団公司[57]
    - （延伸開業） 広深港高速鉄道（福田駅 - 香港西九龍駅）36km
    - （新駅開業） 香港西九龍駅
- 29日
  -  空港鉄道[58]
    - （新駅開業） 仁川国際空港鉄道 麻谷ナル駅
- 30日
  -  九州旅客鉄道
    - （駅ナンバリング導入）北部九州エリアの在来線157駅、ただしJK07は欠番（新駅予定のため）。

  -  中国鉄路総公司[59]
    - （新規開業） 哈佳線 太平橋駅 - ジャムス駅

### 10月
- 1日
  -  武漢地下鉄
    - （新規開業）7号線 園博園北駅 - 野芷湖駅 31km[60]
    - （新規開業）11号線 光谷駅駅 - 左嶺駅 19.697km[60][61]
- 11日
  -  サウジアラビア鉄道機構（英語版）
    - （新規開業）ハラマイン高速鉄道 メッカ - マディーナ 450km[62]
- 14日
  -  台湾鉄路管理局[63][64][65]。
    - （駅名改称） 左営（旧城）駅←左営駅
    - （地下化） 縦貫線南段 左営（旧城）駅 - 高雄駅間
    - （地下化） 屏東線 高雄駅 - 鳳山駅間
    - （新駅開業） 縦貫線南段 美術館駅
    - （新駅開業） 屏東線 民族駅、科工館駅、正義駅
    - （再開業） 縦貫線南段 内惟駅、鼓山駅、三塊厝駅
- 20日
  -  秩父鉄道
    - （新駅開業） ふかや花園駅（秩父本線 永田駅 - 小前田駅間）[66][67]
- 22日
  -  天津地下鉄[68]
    - （新規開業）5号線 丹河北道駅 - 中医一附院駅
- 25日
  -  ウルムチ地下鉄
    - （新規開業）1号線 八楼駅 - 国際機場駅
- 28日
  -  台湾鉄路管理局[69]
    - （新駅開業） 台中線 栗林駅、頭家厝駅、松竹駅、精武駅、五権駅
- 30日
  -  長春軌道交通[70]
    - （新規開業）8号線 北環城路駅 - 広通路駅
- 31日
  -  福岡市交通局
    - （払い戻し終了） えふカードの払い戻し終了。以後は完全無効となる[71]。

### 11月
- 24日
  -  相模鉄道
    - （線路切換・駅高架化） 星川駅（相鉄本線）[72]

### 12月
- 1日
  -  関西電力
    - （鉄道事業廃止） 関電トンネル無軌条電車（関電トンネルトロリーバス） 扇沢駅 - 黒部ダム駅（6.1km）（実際の運行は前日の11月30日限りで終了）[73][74]
    - （駅廃止） 扇沢駅、黒部ダム駅

  -  北越急行
    - （運賃改定）運賃平均10%の値上げ[75]。

  -  ソウルメトロ9号線運営・ソウル市メトロ9号線 (企業)[76][77][78]
    - （延伸開業） ソウル市メトロ9号線 総合運動場駅 - 中央報勲病院駅 9.1km
    - （新駅開業） 三田駅、石村古墳駅、松坡ナル駅、漢城百済駅、遁村五輪駅、中央報勲病院駅

  -  貴陽軌道交通[79]
    - （延伸開業）1号線 貴陽北駅 - 小孟工業園駅
- 3日
  -  天津地下鉄[80]
    - （地下化再開業）1号線 財経大学駅 - 双林駅
    - （延伸開業）1号線 双林駅 - 李楼駅
- 8日
  -  近江鉄道
    - （施設閉鎖）近江鉄道ミュージアム閉館[81]。
- 24日
  -  新北捷運公司[82][83]
    - （新規開業） 淡海軽軌緑山線 紅樹林駅 - 崁頂駅 7.3km
    - （新駅開業） 紅樹林駅、竿蓁林駅、淡金鄧公駅、淡江大学駅、淡金北新駅、新市一路駅、淡水行政中心駅、浜海義山駅、浜海沙崙駅、淡海新市鎮駅、崁頂駅

  -  重慶軌道交通[84]
    - （延伸開業）5号線 大竜山駅 - 大石壩駅
- 25日
  -  西日本旅客鉄道
    - （信号場新設） 神崎川信号場（片町線(貨物支線) 鴫野駅 - 吹田貨物ターミナル駅間、おおさか東線の試運転開始に伴う[85]）

  -  中国鉄路総公司
    - （新規開業） 杭黄旅客専用線 杭州東駅 - 黄山北駅[86]
    - （新規開業） 哈牡旅客専用線 ハルビン駅 - 牡丹江駅[87]
- 26日
  -  中国鉄路総公司
    - （新規開業） 済青高速鉄道 済南東駅 - 青島北駅[88][89]
    - （新規開業） 青塩線 青島北駅 - 塩城北駅[88]
    - （新規開業） 懐衡線 懐化東駅 - 衡陽東駅[90]

  -  青島地下鉄[91]
    - （新規開業）13号線 井岡山路駅 - 董家口駅駅

  -  西安地下鉄[92][93]
    - （新規開業）4号線 航天新城駅 - 北客駅（北広場）駅

  -  成都地下鉄[94]
    - （延伸開業）3号線 太平園駅 - 双流西駅
    - （延伸開業）3号線 軍区総医院駅 - 成都医学院駅

  -  松江有軌電車[95]
    - （新規開業）1号線 倉華路駅 - 三新北路駅
    - （新規開業）2号線 三新北路駅 - 中辰路駅

  -  成都有軌電車[96]
    - （新規開業）蓉2号線 合信路駅 - 晨光駅
- 28日
  -  中国鉄路総公司[97]
    - （新規開業） 成雅線 成都西駅 - 雅安駅

  -  広州地下鉄[98]
    - （新規開業）14号線 嘉禾望崗駅 - 街口駅
    - （新規開業）21号線 鎮龍西駅 - 増城広場駅
    - （延伸開業）広仏線 燕崗駅 - 瀝滘駅

  -  武漢地下鉄[99]
    - （新規開業）紙坊線 野芷湖駅 - 青龍山地鉄小鎮駅

  -  重慶軌道交通[100]
    - （新規開業）4号線 重慶北駅北広場駅 - 唐家沱駅
    - （新規開業）環状線（0号線） 重慶図書館駅 - 海峡路駅
    - （新駅開業）10号線 重慶北駅南広場駅
- 29日
  -  中国鉄路総公司
    - （新規開業） 京瀋旅客専用線 承徳南駅 - 瀋陽駅[101]
    - （新規開業） 新通旅客専用線 新民北駅 - 通遼駅[102]
- 30日
  -  北京地下鉄[103][104][105]
    - （延伸開業）6号線 海淀五路居駅 - 楊荘駅
    - （延伸開業）8号線 南鑼鼓巷駅 - 中国美術館駅
    - （新規開業）8号線南線 珠市口駅 - 五福堂駅
    - （新駅開業）6号線 北運河東駅
    - （新駅開業）7号線 垡頭駅
    - （新駅開業）亦荘線 亦荘駅駅

  -  上海軌道交通[106][107]
    - （延伸開業）5号線本線 東川路駅 - 奉賢新城駅[108]
    - （延伸開業）13号線 世博大道駅 - 張江路駅

## 主なダイヤ改正
- 2月10日
  - いすみ鉄道[109]
- 2月22日
  - 京王電鉄[110]
  - 東京都交通局（新宿線）[111]
- 3月1日
  -  桃園捷運[112][113]
- 3月10日
  - 西武鉄道[114]
  - 東京地下鉄（有楽町線）[115]
- 3月17日
  - JRグループ[116]
  - 仙台空港鉄道[117]
  - 小田急電鉄[118]
  - 東京地下鉄（千代田線）[119]
  - 青い森鉄道[120]
  - IGRいわて銀河鉄道[121]
  - 三陸鉄道[122]
  - 由利高原鉄道[123]
  - 会津鉄道[124]
  - 鹿島臨海鉄道[125]
  - 首都圏新都市鉄道[126]
  - わたらせ渓谷鐵道[127]
  - 小湊鉄道[128]
  - 伊豆急行[129]
  - 伊豆箱根鉄道（駿豆線）[130]
  - 大井川鐵道（大井川本線）[131]
  - 天竜浜名湖鉄道[132]
  - 富士急行[133]
  - 北越急行[134]
  - アルピコ交通[135]
  - しなの鉄道[136]
  - えちごトキめき鉄道[137]
  - あいの風とやま鉄道[17]
  - IRいしかわ鉄道[138]
  - 富山地方鉄道[139]
  - 愛知環状鉄道[140]
  - 養老鉄道[141]
  - 近畿日本鉄道（けいはんな線を除く）[142]
  - 京阪電気鉄道（京津線、石山坂本線）[18]
  - 京都市営地下鉄[143]
  - 京都丹後鉄道[31]
  - 伊賀鉄道[20]
  - 智頭急行[144]
  - 水島臨海鉄道[145]
  - 阿佐海岸鉄道[146]
  - 土佐くろしお鉄道[147]
  - 平成筑豊鉄道[148]
  - 筑豊電気鉄道[149]
  - 島原鉄道[150]
  - 肥薩おれんじ鉄道[151]
- 3月24日
  - 近畿日本鉄道（けいはんな線）[152]
  - 大阪市交通局（御堂筋線、中央線）[153]
  - 北大阪急行電鉄[154]
  - 福井鉄道[155]
- 3月30日
  - 東京急行電鉄[156]
  - 東京地下鉄（半蔵門線、南北線）[157]
  - 東京都交通局（三田線）[158]
  - 埼玉高速鉄道[159]
- 3月31日
  - 南海高野線
- 4月1日
  - 埼玉新都市交通[160]
- 4月2日
  - 沖縄都市モノレール 平日ダイヤ[161]
- 4月3日
  - 長野電鉄[162]
- 4月6日
  - 沖縄都市モノレール 金曜日ダイヤ[161]
- 7月7日
  - 阪急電鉄（宝塚本線、箕面線）[163]
  - 能勢電鉄[164]
- 7月14日
  - 九州旅客鉄道[165]
- 8月4日
  - 島原鉄道[166]
- 9月15日
  - 京阪電気鉄道（京津線、石山坂本線除く）[167]
- 10月1日
  - 秩父鉄道[168]
- 10月8日
  -  台湾高速鉄道[169]
- 10月12日
  -  台湾鉄路管理局[170]
- 12月8日
  - 京成電鉄[171]
  - 北総鉄道[172]
  - 東京都交通局（浅草線）[173]
  - 京浜急行電鉄[174]
  - 相模鉄道[175]

## 災害・不通・事故・事件など
東日本大震災に関するものは東日本大震災による鉄道への影響も参照。

### 1月
- 1月5日
  - 西日本旅客鉄道（JR西日本）
    - （社内処分）前年の「のぞみ」34号の重大インシデントで役員などの12人の処分を発表した[176]。
- 1月9日
  - 西日本旅客鉄道
    - （運転再開） 関西本線 亀山駅 - 柘植駅（平成29年台風21号のため2017年10月22日より不通）[177]
- 1月25日
  - 中国鉄路総公司
    - （火災） 京滬高速鉄道・定遠駅に停車中の青島発杭州行き高速列車の前から2両目に火が上がり、車体に穴が開くほどの被害が出たが、けが人はいなかった。列車の電気系統にトラブルがあったという[178]。

### 2月
- 2月5日
  - 三岐鉄道
    - （火災） 三岐線・梅戸井駅に停車していた3両編成の近鉄富田発西藤原行き普通列車最後尾の運転台にある低圧スイッチから出火し、運転士が車両備え付けの消火器で消し止めた。同列車は同駅で運行を取りやめた[179]。
- 2月25日
  - 林務局
    - （事故・運休） 阿里山森林鉄路 阿里山線樟脳寮駅付近での本年4度目の脱線事故発生（死傷者はゼロ）に伴い[180]、点検のため翌日から2週間、さらに3月10日付で嘉義駅 - 十字路駅の全区間の運休措置を3ヶ月間延長すると発表[181]。

### 3月
- 3月1日（報道発表日）
  - 西日本旅客鉄道、東海旅客鉄道、川崎重工業
    - （製造問題）昨年のインシデントは台車の製造で鋼材を削り強度不足となっていた[182]。
- 3月2日（報道発表日）
  - 大成建設、鹿島建設
    - （不正入札・逮捕）リニア中央新幹線建設工事でゼネコン幹部2人を逮捕[183]。
- 3月4日
  - 神戸電鉄
    - （火災） 三木駅に隣接した民家から火災が発生し、同駅に燃え移り駅舎が全焼。粟生線の粟生駅 - 志染駅間で運転を見合わせた[184]。
- 3月14日（報道発表日）
  - 西日本旅客鉄道、東海旅客鉄道、日本車輌製造
    - （製造問題）台車4台に溶接部に傷が見つかり、台車を交換[185]。
- 3月31日
  - 南海電気鉄道
    - （運転再開） 高野線 高野下駅 - 極楽橋駅（台風21号のため2017年10月22日より不通）[186]

### 4月
- 4月25日
  - 近畿日本鉄道
    - （線路障害・不通）南大阪線 矢田駅 - 河内天美駅間で大雨により大和川にかかる橋脚が傾く被害。同日より大阪阿部野橋駅 - 河内天美駅間で不通[187]。
- 4月26日
  - 近畿日本鉄道
    - （運転再開）南大阪線 大阪阿部野橋駅 - 河内天美駅間[188]

### 5月
- 5月3日 - 5日（合計3日）
  -  東京地下鉄
    - （運休） 銀座線 渋谷駅 - 表参道駅、青山一丁目駅 - 溜池山王駅（渋谷駅移設に伴う線路切替工事のため）[189]
- 5月8日
  -  大井川鐵道
    - （災害） 大雨による土砂崩れのため井川線閑蔵駅 - 井川駅間が不通となる[190]。
- 5月15日
  -  西日本鉄道
    - （重大インシデント） 天神大牟田本線の大善寺発上り普通電車が白木原 - 雑餉隈間で、3両目の扉が約65センチを開いたまま走行した。翌16日に国土交通省により事故につながる恐れがある重大インシデントに認定された。西鉄によると、扉の上にある開閉装置と扉をつなぐ金具が外れていたことが原因だという[191][192][193]。
- 5月20日
  -  東日本旅客鉄道
    - （火災） 仙台駅に停車中の東北本線仙台発利府行き普通列車（6両編成）上部の変圧器が破裂し、白煙が上がった。事故の影響で東北本線の仙台 - 長町駅間が一時停電[194]。

  -  熊本電気鉄道
    - （火災） 菊池線・打越駅の木造の待合室が全焼。けが人はなし[195]。
- 5月26日・27日（27日は22時頃まで）
  -  東日本旅客鉄道
    - （運休） 湘南新宿ライン・埼京線 大崎駅 - 新宿駅（渋谷駅移設に伴う線路切替工事のため）[196]
- 5月31日
  -  九州旅客鉄道
    - （自動車駅突入） 豊肥本線・南熊本駅の駅舎に60代女性が運転する乗用車が突入し、券売窓口の壁を突き破り、改札口をふさぐように止まった。運転手の他に、駅利用客1人も車に挟まれて怪我をした[197][198]。

### 6月
- 6月2日・3日（3日は22時頃まで）
  -  東日本旅客鉄道
    - （運休） 湘南新宿ライン・埼京線 大崎駅 - 新宿駅（渋谷駅移設に伴う線路切替工事のため）[196]
- 6月9日
  -  西日本旅客鉄道
    - （自動車接触事故） 午前9時20分ごろ、京橋発四条畷行き7両編成の片町線普通列車が住道 - 野崎間を走行中、野崎徳洲会病院の駐車場のフェンスを突き破って線路内に進入した乗用車と衝突し、乗用車運転手の70代男性は死亡した[199]。

  -  東海旅客鉄道
    - （車内殺傷事件） 午後9時50分ごろ、東京発新大阪行き東海道新幹線のぞみ265号が新横浜 - 小田原間を走行中、12号車に乗車していた20代の無職男性が突然ナタのような刃物を振り回し、乗客3人を刺した2018年東海道新幹線車内殺傷事件が発生。小田原駅で緊急停車したあと、神奈川県警小田原署員は男を殺人未遂の容疑で現行犯逮捕した。（乗客1人が亡くなったため殺人容疑に切り替え）刺された乗客3人が小田原市内の病院に搬送され、うち男性1人が死亡した[200][201]。
- 6月14日
  -  西日本旅客鉄道
    - （人身事故）午後2時5分ごろ、博多発東京行き山陽新幹線のぞみ176号が北九州市八幡西区の石坂トンネル付近で線路に入った男性を跳ねた。当該車両前頭部の連結器カバーが破損し、血も付着していたが、報告に遅れがあったため新下関駅で臨時停車した[202][203][204]。
- 6月17日
  -  東日本旅客鉄道
    - （トラブル）午後1時56分ごろ、東京発新函館北斗・秋田行き東北新幹線はやぶさ・こまち21号が仙台 - 古川間を走行中、停電が発生し非常ブレーキが動作し停車。停電はまもなく復旧したが、非常ブレーキが緩まず点検が長引いたため、東北・山形・秋田の各新幹線は5時間40分に渡って運転を見合わせた。当該列車の乗客は横づけされた反対列車に乗り移り仙台駅に戻った[205]。
- 6月18日
  -  各社
    - （災害）大阪府北部を震源とする地震により、関西各地で大規模な運転見合わせが発生したほか[206]、阪急京都本線茨木市駅の発車標が落下し、Osaka Metro御堂筋線の新大阪駅 - 東三国駅間、北大阪急行電鉄南北線の江坂駅 - 緑地公園駅間の第三軌条が落下するなど[207] 一部会社では設備損傷が発見された[206]。午後から夜に向けて多くの路線で運転を再開した。

  -  大阪高速鉄道
    - （運休）上述の地震により万博記念公園駅の分岐器が故障し、全線で終日運休、軌道と駅施設の点検作業が未完成であるため19日以降の運転再開のめどはなしと発表[206][208]。
- 6月20日
  -  大阪高速鉄道
    - （運転再開）大阪モノレール線 大阪空港駅 - 万博記念公園駅[209]
- 6月22日
  -  大阪高速鉄道
    - （運転再開）大阪モノレール線 万博記念公園駅 - 南茨木駅[210]
    - （運転再開）彩都線 全線で運転再開[210]
- 6月23日
  -  大阪高速鉄道
    - （運転再開）大阪モノレール線 南茨木駅 - 門真市駅[211]
- 6月24日
  -  大阪高速鉄道
    - （運休）大阪モノレール線・彩都線 部品が落下する可能性のある車両が見つかったため始発から運行を取り止め[212]。

  -  林務局阿里山森林鉄路
    - （運転再開）年始より複数回発生した脱線事故に伴い3月以降運休していた阿里山線 嘉義 - 十字路で検証、対策が完了し運転再開[213]
- 6月29日
  - 東海旅客鉄道
    - （災害）高山本線 飛騨萩原 - 上呂駅間で線路近くの斜面が崩壊し、土砂流入が発生[214]。
- 6月30日
  -  大阪高速鉄道
    - （運行再開）この日より平日・休日とも平常ダイヤで運行[215]。

### 7月
- 7月5日 - （災害）平成30年7月豪雨により広範囲で被災[216][217]。
  - 北海道旅客鉄道
    - 函館本線 倶知安 - 比羅夫駅間などの区間に土砂が流入したため、長万部 - 然別駅間は運休。

  - 西日本旅客鉄道
    - 伯備線 総社駅や足立 - 新郷駅間で土砂流入などが発生したため、倉敷 - 根雨駅間は運休。
- 7月6日 - （災害）平成30年7月豪雨により広範囲で被災[216][217]。
  - 西日本旅客鉄道
    - 関西本線 笠置 - 加茂駅間で土砂流入などが発生したため、亀山 - 加茂駅間は運休。

  - 九州旅客鉄道
    - 筑肥線 鹿家 - 浜崎駅間に土砂が線路内に流れ込み、軌道も変形したため、筑前前原 - 唐津駅間は運休。土砂流入発生時に西唐津発福岡空港行きの快速電車は停車したが、土砂に流され、けが人はなし[218]。そのほか、線路冠水や河川上昇などにより管内の多くの路線で終日運転見合わせとなった。[219]。

  - 山陽電気鉄道
    - 本線 須磨浦公園 - 山陽塩屋駅間で冠水が発生したため、山陽須磨 - 霞ヶ丘駅間は運休。

  - 長良川鉄道
    - 越美南線 郡上八幡 - 自然園前駅間で冠水が発生したため、美濃市 - 北濃駅間は運休。

  - WILLER TRAINS
    - 宮津線 東雲 - 四所駅間に土砂が流入し、栗田 - 宮津区間で道床が流出したため、豊岡 - 西舞鶴駅間は運休。

  - 平成筑豊鉄道
    - 田川線 崎山 - 源じいの森駅間の築堤が崩壊したため、行橋 - 田川伊田駅間は運休。
- 7月7日 - （災害）平成30年7月豪雨により広範囲で被災[216][217]。
  - 東海旅客鉄道
    - 高山本線 坂上 - 打保駅間に土砂が流入したため、6月29日の災害もあって美濃太田 - 猪谷駅間は運休。
    - 紀勢本線 新鹿 - 波田須駅間などの区間で線路脇陥没などが発生したため、紀伊長島 - 熊野市駅間は運休。

  - 西日本旅客鉄道
    - 芸備線 狩留家 - 白木山駅間の第1三篠川橋りょうの流失などの被害が発生したため、広島 - 備中神代駅間は運休。
    - 呉線 安芸幸崎 - 忠海駅間に土砂が流入したため、海田市 - 三原駅間は運休。
    - 山陽本線 八本松 - 瀬野駅間などの区間で土砂流入などが発生したため、網干 - 新山口駅間は運休。
    - 因美線 那岐 - 美作河井駅間などの区間で土砂流入などが発生したため、東津山 - 鳥取駅間は運休。
    - 姫新線 久世 - 中国勝山駅間などの区間で土砂流入などが発生したため、姫路 - 新見駅間は運休。
    - 津山線 備前原 - 玉柏駅間の橋が冠水したため、岡山 - 津山駅間は運休。
    - 宇野線 備前田井駅での斜面崩壊のため、岡山 - 宇野駅間は運休。
    - 福塩線 備後本庄 - 横尾駅間で土砂流入が発生したため、福山 - 塩町駅間は運休。

  - 四国旅客鉄道
    - 予讃線 本山 - 観音寺駅間の財田川橋りょうの橋脚が傾いて、軌道が変形したため、多度津 - 松山駅間・伊予市 - 伊予大洲駅間（海回り）・卯之町 - 宇和島駅間は運休。

  - 九州旅客鉄道
    - 肥薩線 鎌瀬 - 瀬戸石駅間に土砂が流入したため、八代 - 隼人駅間は運休。

  - 神戸電鉄
    - 粟生線 西鈴蘭台 - 藍那駅間で法面崩壊などが発生したため、西鈴蘭台 - 粟生駅間は運休。

  - 井原鉄道
    - 井原線 吉備真備駅が冠水したため、総社 - 神辺駅間は運休。

  - 錦川鉄道
    - 錦川清流線 川西 - 清流新岩国駅間に土砂が流入したため、川西 - 錦町駅間は運休。
- 7月8日 - （災害）平成30年7月豪雨により広範囲で被災[217]。
  - 西日本旅客鉄道
    - 山陰本線 長門大井 - 越ケ浜駅間に斜面崩壊が発生したため、益田 - 東萩駅間は運休。

  - 四国旅客鉄道
    - 予土線 江川崎 - 半家駅間などの区間で土砂流入などが発生したため、若井 - 北宇和島駅間は運休。

  - 九州旅客鉄道
    - 筑豊本線 上穂波 - 筑前山家駅間の道床が流出したため、桂川 - 原田駅間は運休。
- 7月9日 - （災害）平成30年7月豪雨により広範囲で被災[217]。
  - 西日本旅客鉄道
    - 岩徳線 勝間 - 大河内駅間などの区間で盛り土流出などが発生したため、岩国 - 櫛ケ浜駅間は運休。
    - 木次線 出雲横田 - 備後落合駅間で土砂流入などが発生したため、油木 - 備後落合駅間は運休。

  - 平成筑豊鉄道
    - 門司港レトロ観光線 車庫 - 関門海峡めかり駅間に土砂が流入したため、九州鉄道記念館 - 関門海峡めかり駅間は運休。
- 7月14日
  - 九州旅客鉄道
    - （運転再開） 久大本線 光岡駅 - 日田駅（2.4km）（平成29年7月九州北部豪雨のため2017年7月5日より不通）[165][220][221]
- 7月18日
  - 錦川鉄道
    - （運転再開） 錦川清流線 北河内駅 - 錦町駅(18.8km) （平成30年7月豪雨のため7月7日から不通）[222]

### 8月
- 8月2日
  - 西日本旅客鉄道
    - （運転再開） 呉線 坂駅 - 海田市駅(5.2km) （平成30年7月豪雨のため7月6日から不通）[223]
- 8月8日
  - 西日本旅客鉄道
    - （運転再開） 木次線 出雲横田駅 - 備後落合駅(29.6km) （平成30年7月豪雨のため7月5日から不通）[224][225]
- 8月18日
  - 西日本旅客鉄道
    - （運転再開） 山陽本線 瀬野駅 - 海田市駅(8.8km) （平成30年7月豪雨のため7月6日から不通）[226]
- 8月20日
  - 西日本旅客鉄道
    - （運転再開） 呉線 広駅 - 呉駅(6.8km) （平成30年7月豪雨のため7月6日から不通、暫定運行）[226]
    - （運転再開） 岩徳線 岩国駅 - 周防高森駅(20.6km) （平成30年7月豪雨のため7月6日から不通）[226]
- 8月21日
  - 西日本旅客鉄道
    - （運転再開） 山陽本線 白市駅 - 八本松駅(15.0km) （平成30年7月豪雨のため7月6日から不通、暫定運行）[226]
- 8月25日
  - 西日本旅客鉄道
    - （運転再開） 芸備線 狩留家駅 - 下深川駅(6.4km) （平成30年7月豪雨のため7月7日から不通）[226][227]
- 8月27日
  - 西日本旅客鉄道
    - （運転再開） 姫新線 津山駅 - 中国勝山駅(37.5km) （平成30年7月豪雨のため7月5日から不通）[226]
    - （運転再開） 因美線 美作加茂駅 - 東津山駅(15.0km) （平成30年7月豪雨のため7月5日から不通）[226][注 4]
    - （運転再開） 芸備線 備中神代駅 - 東城駅(18.8km) （平成30年7月豪雨のため7月7日から不通）[226][注 5]

  - 錦川鉄道
    - （運転再開） 錦川清流線 川西駅 - 北河内駅(13.9km) （平成30年7月豪雨による川西駅 - 清流新岩国駅間の土砂流入のため7月7日から不通）[222][注 6]
- 8月31日
  - 西日本旅客鉄道
    - （運転再開） 姫新線 中国勝山駅 - 新見駅(34.3km) （平成30年7月豪雨のため7月5日から不通）[226]
    - （運転再開） 因美線 智頭駅 - 美作加茂駅(23.9km) （平成30年7月豪雨のため7月5日から不通）[226]
    - （運転再開） 芸備線 東城駅 - 備後落合駅(25.8km) （平成30年7月豪雨のため7月7日から不通）[226]

### 9月
- 9月4日 - （災害）平成30年台風第21号により、関西各地に被害が発生。
  - 西日本旅客鉄道・南海電気鉄道
    - タンカーが関西国際空港連絡橋に衝突したことにより、関西空港線の日根野駅 - 関西空港駅と南海空港線泉佐野駅 - 関西空港駅間の運転が停止。[228]

  - 南海電気鉄道
    - （火災） 午後1時10分ごろ、南海本線尾崎駅の券売機や配電盤から出火し、駅舎は全焼した。[229]

  - 阪堺電気軌道
    - 大小路停留場のプラットホーム上屋が崩落。

  - 叡山電鉄
    - 鞍馬線 市原駅 - 鞍馬駅間で運転休止[230]
- 9月6日 - （災害）平成30年北海道胆振東部地震により広範囲で被災、及び地震から連鎖した北海道電力管内の全戸停電。
  - 北海道旅客鉄道[231]
    - 北海道新幹線を含む、全線で運転を見合わせ。
    - 室蘭本線（沼ノ端駅 - 岩見沢駅）[232] 安平駅でホーム変状・電柱傾斜、軌道変状。
    - 石勝線（全線）[232] 追分駅で信号機変圧器の電圧降下。追分駅 - 東追分駅間の信号機設備の支障。
    - 日高本線（苫小牧駅 - 鵡川駅）[232] 勇払駅 - 浜厚真駅間で軌道変状、厚真川橋梁で橋梁ずれ。浜田浦駅 - 鵡川駅間で軌道変状。

  - 道南いさりび鉄道[233]
    - 道南いさりび鉄道線の全線で運転を見合わせ。

  - 札幌市交通局[234]
    - 札幌市営地下鉄の全線で運転を見合わせ。
    - 札幌市電の全線で運転を見合わせ。

  - 函館市企業局交通部[235]
    - 函館市電の全線で運転を見合わせ。
- 9月7日
  - 北海道旅客鉄道[236]
    - （運転再開） 北海道新幹線 新青森駅 - 新函館北斗駅（平成30年北海道胆振東部地震による停電のため9月6日から不通）[注 7]
    - （一部運転再開） 千歳線 札幌駅 - 新千歳空港駅[注 8]（平成30年北海道胆振東部地震のため9月6日から不通）

  - 札幌市交通局[236]
    - （運転再開） 札幌市営地下鉄東西線 宮の沢駅  - 新さっぽろ駅（平成30年北海道胆振東部地震による停電のため9月6日から不通）
    - （運転再開） 札幌市営地下鉄南北線 麻生駅 - 真駒内駅（平成30年北海道胆振東部地震のため9月6日から不通）
    - （運転再開） 札幌市営地下鉄東豊線 栄町 - 福住駅（平成30年北海道胆振東部地震による停電のため9月6日から不通）
- 9月8日
  - 西日本旅客鉄道[237]
    - （運転再開） 関西空港線 日根野駅 - りんくうタウン駅（平成30年台風21号のため9月4日から不通）

  - 南海電気鉄道[237]
    - （運転再開） 南海空港線 泉佐野駅 - りんくうタウン駅（平成30年台風21号のため9月4日から不通）

  - 北海道旅客鉄道[236]
    - （全面運転再開） 千歳線 札幌駅 - 南千歳駅、南千歳駅 - 新千歳空港駅[注 9]（平成30年北海道胆振東部地震のため9月6日から不通）
    - （運転再開） 函館本線 小樽駅 - 札幌駅、札幌駅 - 岩見沢駅、函館駅 - 新函館北斗駅（平成30年北海道胆振東部地震による停電のため9月6日から不通）
    - （運転再開） 宗谷本線 旭川駅 - 名寄駅（平成30年北海道胆振東部地震による停電のため9月6日から不通）
    - （運転再開） 石北本線 旭川駅 - 上川駅（平成30年北海道胆振東部地震による停電のため9月6日から不通）
    - （運転再開） 根室本線 新得駅 - 釧路駅（平成30年北海道胆振東部地震による停電のため9月6日から不通）

  - 道南いさりび鉄道[236]
    - （運転再開） 道南いさりび鉄道線 五稜郭駅 - 木古内駅（平成30年北海道胆振東部地震による停電のため9月6日から不通）

  - 札幌市交通局[236]
    - （運転再開）　札幌市電 内回り・外回りの全線（平成30年北海道胆振東部地震による停電のため9月6日から不通）

  - 函館市企画局交通部[236]
    - （運転再開）　函館市電 湯の川停留場 - 函館どつく前停留場・谷地頭停留場の2系統全線（平成30年北海道胆振東部地震による停電のため9月6日から不通）
- 9月9日
  - 北海道旅客鉄道[238]
    - （運転再開） 札沼線（学園都市線） 桑園駅 - あいの里公園駅（平成30年北海道胆振東部地震による停電のため9月6日から不通）
    - （運転再開） 函館本線 新函館北斗駅 - 長万部駅[注 10]、岩見沢駅 - 旭川駅（平成30年北海道胆振東部地震による停電のため9月6日から不通）
    - （運転再開） 室蘭本線 長万部駅 - 沼ノ端駅、東室蘭駅 - 室蘭駅（平成30年北海道胆振東部地震による停電のため9月6日から不通）
    - （運転再開） 千歳線 南千歳駅 - 沼ノ端駅（平成30年北海道胆振東部地震のため9月6日から不通）
    - （運転再開） 石北本線 上川駅 - 網走駅（平成30年北海道胆振東部地震による停電のため9月6日から不通）

  - 西日本旅客鉄道
    - （運転再開） 山陽本線 八本松駅 - 瀬野駅(10.6km) （平成30年7月豪雨のため7月6日から不通）[226][注 11]
    - （運転再開） 山陽本線 柳井駅 - 下松駅(27.7km) （平成30年7月豪雨のため7月6日から不通）[226]
    - （運転再開） 呉線 呉駅 - 坂駅(14.8km) （平成30年7月豪雨のため7月7日から不通、暫定運行）[226][注 12]
- 9月10日
  - 北海道旅客鉄道[236]
    - （運転再開） 札沼線（学園都市線） あいの里公園駅 - 北海道医療大学駅（平成30年北海道胆振東部地震による停電のため9月6日から不通）
    - （運転再開） 富良野線 旭川駅 - 美瑛駅（平成30年北海道胆振東部地震による停電のため9月6日から不通）
    - （運転再開） 宗谷本線 名寄駅 - 音威子府駅（平成30年北海道胆振東部地震による停電のため9月6日から不通）
- 9月12日
  - 北海道旅客鉄道[239]
    - （運転再開） 富良野線 美瑛駅 - 富良野駅（平成30年北海道胆振東部地震による停電のため9月6日から不通）
    - （運転再開） 宗谷本線 音威子府駅 - 稚内駅[注 13]（平成30年北海道胆振東部地震による停電のため9月6日から不通）
- 9月13日
  - 北海道旅客鉄道[239]
    - （運転再開） 函館本線 倶知安駅 - 小樽駅（平成30年北海道胆振東部地震による停電のため9月6日から不通）
    - （運転再開） 留萌本線 深川駅 - 留萌駅（平成30年北海道胆振東部地震による停電のため9月6日から不通）
- 9月14日
  - 北海道旅客鉄道[239]
    - （運転再開） 石勝線 南千歳駅 - 新得駅[注 14]（平成30年北海道胆振東部地震のため9月6日から不通）
    - （運転再開） 根室本線（花咲線） 釧路駅 - 厚岸駅（平成30年北海道胆振東部地震による停電のため9月6日から不通）
- 9月15日
  - 北海道旅客鉄道[239]
    - （運転再開） 函館本線 長万部駅 - 倶知安駅（平成30年北海道胆振東部地震による停電のため9月6日から不通）
    - （運転再開） 釧網本線 釧路駅 - 摩周駅（平成30年北海道胆振東部地震による停電のため9月6日から不通）
- 9月17日
  - 北海道旅客鉄道[239]
    - （運転再開） 室蘭本線 沼ノ端駅 - 岩見沢駅（平成30年北海道胆振東部地震のため9月6日から不通）
- 9月18日
  - 西日本旅客鉄道・南海電気鉄道
    - （運転再開） 関西空港線・南海空港線 りんくうタウン駅 - 関西空港駅（平成30年台風21号のため9月4日から不通）[240]
- 9月19日
  -  林務局
    - （運転再開） 太平山森林鉄路茂興線のトロッコ列車『繃繃車』（2012年の台風9号以降不通[241]）
- 9月22日
  - 西日本旅客鉄道
    - （運転再開） 岩徳線 周防高森駅 - 櫛ケ浜駅(23.1km) （平成30年7月豪雨のため7月6日から不通）[226][注 15]
- 9月27日
  - 叡山電鉄
    - （運転再開） 鞍馬線 市原駅 - 貴船口駅(2.3km) （台風21号のため9月4日から不通）[242]
- 9月30日
  - 西日本旅客鉄道
    - （運転再開） 山陽本線 三原駅 - 白市駅 (30.6km) （平成30年7月豪雨のため7月6日から不通）[226]
- 9月30日 - 10月1日
  - （災害）平成30年台風第24号による被害
    - 西日本旅客鉄道
      - 山陽本線 光駅 - 下松駅間で線路に土砂流入。柳井駅 - 下松駅間が不通[243]

    - 九州旅客鉄道
      - 豊肥本線 中判田駅 - 大分大学前駅間で築堤崩壊。大分駅 - 阿蘇駅間で不通[243][244][245]。

### 10月
- 10月1日
  - 九州旅客鉄道
    - （運転再開）豊肥本線 大分大学前駅 - 大分駅（9.2km）（台風24号のため9月30日から不通）[246]
- 10月3日
  - 九州旅客鉄道
    - （運転再開）豊肥本線 阿蘇駅 - 大分大学前駅間（88.9km）（台風24号のため9月30日から不通）[247]
- 10月4日
  - 西日本旅客鉄道
    - （運転再開） 芸備線 備後庄原駅 - 三次駅 (45.7km) （平成30年7月豪雨のため7月7日から不通）[226]
    - （運転再開） 福塩線 吉舎駅 - 塩町駅 (10.7km) （平成30年7月豪雨のため7月5日から不通）[226]
- 10月8日
  - 東日本旅客鉄道
    - （運転再開） 陸羽西線 古口駅 - 清川駅 (14.1km) （豪雨による土台流出・線路への土砂流入等のため8月5日から不通）[248]
- 10月13日
  - 西日本旅客鉄道
    - （運転再開） 山陽本線 柳井駅 - 下松駅 (27.7km)（台風24号のため9月30日から不通）[249]
- 10月14日
  - 西日本旅客鉄道
    - （運転再開） 呉線 安芸川尻駅 - 広駅 (7.4km) （平成30年7月豪雨のため7月5日から不通）[250][251]
- 10月17日
  -  大井川鐵道
    - （衝突事故） 静岡県島田市川根町で傾いていた電柱と衝突。運転席のフロントガラスと側面右側の窓ガラスが割れ、 乗客1人が破片で軽傷を負った[252]。
- 10月18日
  - 西日本旅客鉄道
    - （運転再開） 福塩線 上下駅 - 吉舎駅 (17.0km) （平成30年7月豪雨のため7月5日から不通）[250]
- 10月21日
  - 台湾鉄路管理局
    - （脱線転覆事故） 午後4時50分ごろ、宜蘭線新馬駅で、樹林発台東行きの6432番列車（プユマ号）が通過中に脱線転覆。少なくとも17人が死亡[253][254]。
- 10月27日
  - 叡山電鉄
    - （運転再開） 鞍馬線 貴船口駅 - 鞍馬駅 (1.2km) （平成30年台風21号のため9月4日から不通）[255]
- 10月28日
  - 西日本旅客鉄道
    - （運転再開） 呉線 安浦駅 - 安芸川尻駅 (8.6km) （平成30年7月豪雨のため7月5日から不通）[250]

### 11月
- 11月3日（10時ごろから終電まで）
  -  東日本旅客鉄道
    - （運休） 東海道線 東京駅 - 横浜駅（川崎駅ホーム拡幅に伴う線路切替工事のため）[256]
- 11月12日
  -  西日本旅客鉄道
    - （乗客死亡） 午前6時40分ごろ、山陽本線の岡山駅 - 倉敷駅間を走行中の東京発出雲市行き寝台特急「サンライズ出雲」の通路に、40代女性が倒れているのを車掌が発見した。女性を降ろすために、同列車は倉敷駅で運転を一時見合わせた。岡山県警の広報室では、女性が病死の可能性があり、事件性はないと説明した。[257][258]
- 11月19日
  -  北海道旅客鉄道
    - （運転再開） 日高本線 苫小牧駅 - 鵡川駅 (30.5km) （平成30年北海道胆振東部地震のため9月6日から不通）[259]
- 11月21日
  -  東海旅客鉄道
    - （運転再開） 高山本線 坂上駅 - 猪谷駅 (22.6km) （平成30年7月豪雨のため7月5日から不通）[260]

### 12月
- 12月8日
  -  韓国鉄道公社
    - （脱線転覆事故） 午前7時35分ごろ、KTXが江陵駅付近で脱線。15人が負傷[261]。
- 12月13日
  -  西日本旅客鉄道
    - （運転再開） 福塩線 府中駅 - 上下駅 (54.4km) （平成30年7月豪雨のため7月5日から不通）[262]
- 12月15日
  -  西日本旅客鉄道
    - （運転再開） 呉線 三原駅 - 安浦駅 (52.8km) （平成30年7月豪雨のため7月5日から不通）[262]
- 12月20日
  -  西日本旅客鉄道
    - （運転再開） 芸備線 備後庄原駅 - 備後落合駅 (45.7km) （平成30年7月豪雨のため7月7日から不通）[262]

## 鉄道車両

### 運転開始・運転終了・さよなら運転

#### 2月
- 2月11日
  - 相模鉄道
    - （運転開始）　20000系[263]

  - 東京都交通局
    - （さよなら運転） 10-000形[264]

#### 3月
- 3月21日
  - 東日本旅客鉄道
    - （さよなら運転） 115系（高崎支社管内）[265][266]
- 3月27日
  - とさでん交通
    - （運転開始） 3000形[267]
- 3月28日
  - 東京急行電鉄
    - （運転開始）2020系・6020系[268]

  - 京浜急行電鉄
    - （定期運行終了） 2000形[269]

#### 4月
- 4月7日
  - 東日本旅客鉄道
    - （さよなら運転） E351系[270]

#### 5月
- 5月12日
  - 上田電鉄
    - （さよなら運転） 7200系[271]
- 5月20日
  - 東武鉄道
    - （さよなら運転） 1800系[272]
- 5月27日
  - 西日本旅客鉄道
    - （本線での営業運転終了） C56形160号機[273]

#### 6月
- 6月30日
  - 東京都交通局
    - （運転開始）　5500形[274]

  - 上信電鉄
    - （さよなら運転） 150形（151編成）[275]

#### 7月
- 7月10日
  - 小田急電鉄
    - （定期運行終了） 7000形[276]

#### 10月
- 10月5日
  - 東京地下鉄
    - （定期運行終了） 6000系[277]
- 10月13日
  - 小田急電鉄
    - （さよなら運転） 7000形[278]
- 10月21日
  - 大阪高速鉄道
    - （運転開始） 3000系[279]

#### 11月
- 11月11日
  - ゆりかもめ
    - （運転開始） 7500系[280]

  - 東京地下鉄
    - （さよなら運転） 6000系[277]
- 11月17日
  - 岳南電車
    - （運転開始） 9000形[281]
- 11月24日
  - 東京急行電鉄
    - （さよなら運転） 7700系[282]

### 新系列・新形式
- 東京急行電鉄
  - 2020系電車
  - 6020系電車
- 小田急電鉄
  - 70000形電車
- 都営地下鉄
  - 5500形電車
- 新北捷運公司
  - 淡海軽軌電車（行武者号）

### 譲渡形式
- 岳南電車 ← 富士急行
  - 9000形電車[283]

### 消滅形式
- 都営地下鉄
  - 10-000形電車
- 東日本旅客鉄道
  - E351系電車
- 東京急行電鉄
  - 7700系電車
- 京浜急行電鉄
  - 2000形電車
- 小田急電鉄
  - 7000形電車
- 東京地下鉄
  - 6000系電車

### 受賞
- ブルーリボン賞 - 西日本旅客鉄道 35系客車
- ローレル賞
  - 東日本旅客鉄道 E353系電車
  - 東武鉄道 500系電車
  - 鹿児島市交通局 7500形電車
- グッドデザイン賞
  - 小田急電鉄 70000形電車

## その他
- 日本においては、2014年以来、新規の鉄道路線開業の無い年となった（事業者変更および施設移転による微小な延伸を除く）。